# جسر الشيخ خليفة بن سلمان

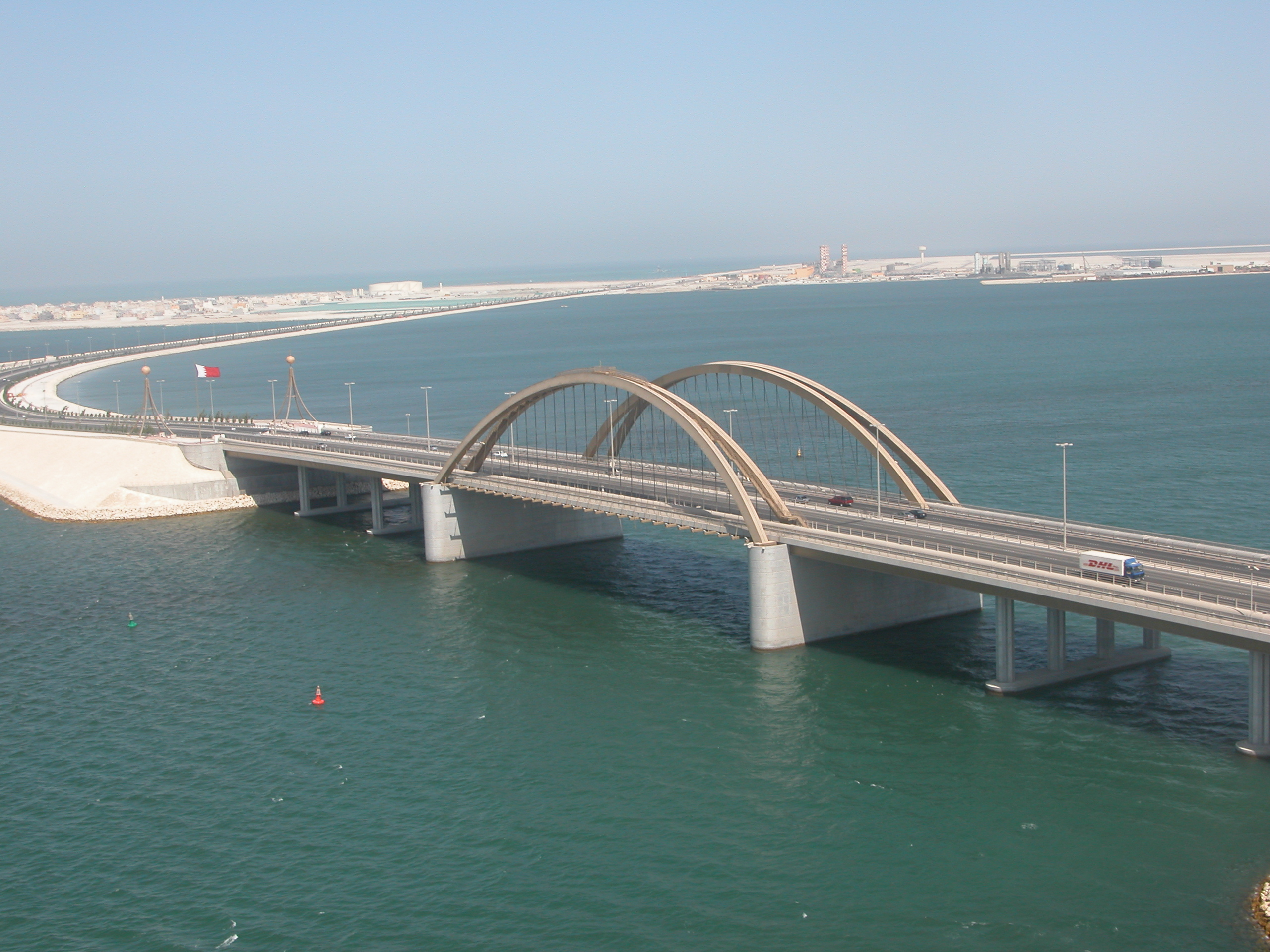

جسر الشيخ خليفة بن سلمان (يُعرف محليًا باسم جسر الحد) هو جسر ثالث يربط ما بين المنامة والمحرق، خصوصًا منطقتي الجفير والحد، وبدأ العمل عليه منذ سنة 1997 حتى افتتح رسميًا في ديسمبر 2004. يتكون هذا المشروع يتكون من جسور ردمية بطول 6،4 كيلومتر على جانبي الجسر البحري الذي يبلغ طوله حوالي (404) متراً وفتحته الملاحية (120) مترا وارتفاعه فوق مستوى سطح البحر (15،4) متراً.
وقد أنجزت أعمال الدفان بما في ذلك الأعمال الإضافية اللازمة لرفع مستوى الجسر في يونيو من عام 2001 بتكلفة قدرها (17،27) مليون دينار بحريني حيث تم تنفيذ هذه الأعمال من قبل شركة بوسكالس وستمنستر. البحرين